# Herman van Dalmatië
Herman van Dalmatië of Hermann van Karinthië (ook Hermannus Dalmata, Sclavus Dalmata of Hermannus Secundus), (Sloveens Herman Koroški) (circa 1100-circa 1155) was een filosoof, astronoom, astroloog, wiskundige, vertaler en auteur. Volgens zijn eigen verklaring is hij geboren in het hart van Istrië (nu Kroatië), maar volgens sommige bronnen komt hij van het eiland Korčula in Kroatië. Hermann wordt beschouwd als de belangrijkste vertaler van Arabische astronomische teksten in de 12e eeuw en ambassadeur van de Arabische cultuur in Europa.
In de tijd van Hermann maakte Istrië deel uit van het toen nog grote hertogdom Karinthië (waarvan de naam is afgeleid van Karantania, Carantania, Carentania, evenals het Sloveense Karantanija, Korotan of Koroška, dat naar verluidt in 595 Gorostan, d.w.z. bergachtig land, werd genoemd en was de eerste onafhankelijke staat van de Proto-Slovenen totdat deze werd opgenomen in het Heilige Roomse Rijk.)

## Afkomst en opleiding
Hermanns tweede Latijnse naam Sclavus Dalmata of de occasionele naam de Slaaf verwijst misschien niet naar zijn Slavische afkomst, maar eerder naar zijn Slavische omgeving, wier taal hij waarschijnlijk begreep en waarschijnlijk ook beheerste, want in dat grote Karinthië van de 12e eeuw werd slechts in een deel Beiers Duits gesproken. In termen van afstamming zou Hermann een zoon zijn geweest van de Karinthische Sponheimer Engelbert van Karinthië, die in 1103 het markgraafschap Istrië kreeg toegekend. Hermann blijkt echter niet een van de zeven kinderen van Engelbert te zijn - Ulrich, Engelbert, Heinrich, Rapoto, Adelheid, Hartwig, Mathilde - die hij had met zijn vrouw Uta van Passau, de dochter van de burggraaf Ulrich van Passau. Als Hermann daadwerkelijk een Sponheimer was, zou de bijnaam Sclavus of de Slaaf er mogelijk ook op kunnen wijzen dat hij een onwettige zoon van Engelbert was met een Sloveense of Kroatische moeder.
Het is zeer waarschijnlijk dat Hermann een benedictijnenkloosterschool in Istrië bezocht. In Chartres bezocht hij daar een van de kathedraalscholen, de voorlopers van de universiteiten. De leraren in Chartres waren Bernard van Chartres en Thierry van Chartres. Na 1130 studeerde Hermann in Parijs. De School van Chartres stond bekend om haar belangstelling voor het christelijk platonisme en de natuurwetenschappen, en misschien werd Hermann's aandacht al gevestigd op de Arabische bronnen van de klassieke teksten in Frankrijk.
Een van Hermanns medestudenten in Frankrijk was Robert van Ketton, met wie hij vier jaar door het Midden-Oosten reisde. Beide mannen werden vertalers uit het Arabisch. In Constantinopel en Damascus maakte Hermann kennis met de hedendaagse Arabische wetenschap. Rond 1138 keerde hij terug naar Europa en werkte als geleerde in Spanje en Zuid-Frankrijk. Veel van zijn werk bleef anoniem.

## Vertalingen van de Koran en andere islamitische bronnen
De eerste bekende vertaling van de Koran in een Europese taal was onderdeel van een opdracht van Petrus Venerabilis om enkele islamitische teksten naar het Latijn te vertalen. Deze versie van de Koran heette Lex Mahumet pseudoprophete en Robert van Ketton was verantwoordelijk voor het grootste deel van de vertaling in samenwerking met Peter van Toledo en Mohammed de Saraceen. De opdracht, voltooid in 1143, omvatte ook andere islamitische teksten en het lijkt erop dat Hermann het belangrijkste werk hieraan heeft gedaan (Degeneratione Mahumet et nutritura eius en Doctrina Mahumet).

## Vertalingen van klassieke auteurs
In 1143 vertaalde Hermann in Toulouse het Planisphaerium van Ptolemaeus uit het Grieks op basis van een Arabische vertaling (met commentaar van Maslama al-Majrati, die in de 10e eeuw in Córdoba werkte). West-Europese geleerden leerden over het Ptolemeïsche wereldbeeld door dit werk, opgedragen aan Hermann's leraar Thierry van Chartres. (Lange tijd werd aangenomen dat deze vertaling de enige overgebleven link naar het origineel van Ptolemaeus was. Een andere Arabische vertaling werd later in Istanbul gevonden.)
Hermann vertaalde ook de Canon der Koningen van Ptolemaeus; deze vertaling werd lange tijd toegeschreven aan de Duitser Hermann Contractus.
Hermann vertaalde Euclides geometria (Elementa) rond 1140, misschien in samenwerking met Robert van Ketton.

## Eigen werk
Hermanns oorspronkelijke werk over filosofie was De essentiis. Daarin behandelt hij de vijf aristotelische categorieën van oorzaak, beweging, ruimte, tijd en omgeving (habitudo). Hij begon deze verhandeling in Toulouse in 1143 en voltooide hem in hetzelfde jaar in Béziers. Het boek werd in 1982 in Duitsland gepubliceerd.
Enkele andere werken worden ook aan Hermann toegeschreven:
- het Liber imbrium over meteorologie, 1140/1141
- De indagatione cordis (Over de studie van het hart), over astrologie, waarin talloze Arabische en Joodse wetenschappers worden genoemd en geciteerd
- wiskundige en astronomische werken De mensura, De utilitatibus astrolabii, De Compositione et usu astrolabii - vóór 1143. Hermann was blijkbaar erg geïnteresseerd in het astrolabium, aangezien zijn portret laat zien dat hij een dergelijk apparaat gebruikt

Veel middeleeuwse auteurs verwijzen naar het werk van Hermann, b.v. Albertus Magnus in de Speculum astronomiae.
- Biblioteca Nacional de España: XX1467668
- Bibliothèque nationale de France: cb12364029w (data)
- CiNii: DA10519110
- Gemeinsame Normdatei: 118890387
- International Standard Name Identifier: 0000 0003 6990 0739
- Library of Congress Control Number: n84050077
- Nationale Bibliotheek van Tsjechië: js20211108778
- Nationale Bibliotheek van Israël: 987007277844805171
- Nationale en Universitaire bibliotheek Zagreb: 000101259
- Nederlandse Thesaurus van Auteursnamen: 303620498
- Réseau des bibliothèques de Suisse occidentale: 02-A000079797
- LIBRIS: 344953
- Système universitaire de documentation: 032651295
- Virtual International Authority File: 249187894
- WorldCat: E39PBJxCyH6RKTQ3FGkgXkCvpP